# Фок, Метта
Ме́тта Шарло́тта Фок (швед. Metta (Mätta) Charlotta Fock, урождённая Ри́ддербьельке (Ridderbjelke); 10 июня 1765 года ― 7 ноября 1810 года) ― шведская дворянка, признанная виновной в совершении убийства своего супруга, сына и дочери.  
По версии следствия совершила данное деяние с целью того, чтобы получить возможность выйти замуж за своего любовника. Была приговорена к смертной казни. Современные исследователи отмечают ряд сомнительных обстоятельств уголовного дела, позволяющих сделать предположение о её невиновности.

## Биография
Метта Фок была дочерью квартирмейстера Акселя Эрика Риддербьелке и Елены Маргареты Грипенмарк.  В 1783 году вышла замуж за дворянина, сержанта шведской армии Хенрика Йохана Фока (1757―1802).  Брак устроили родители супругов. У пары родилось несколько детей, четверо из которых, две дочери и два сына, по состоянию на 1800 год был ещё живы.
Супруги проживали в поместье Лилла Гисславед, который относился к церковному приходу Треваттна в провинции Вестергётланд. У них была небольшая ферма, на которой трудился только один арендатор, поэтому их финансовое состояние по сравнению с прочими представителями дворянства считалось очень скудным. Считается, что супруг Метты не отличался большим умом и биографами описывался как «очень недалёкий человек, хотя и не имевший психических отклонений». Поэтому, как сообщается, он никогда и не был повышен сверх звания сержанта: он не мог управлять делами фермы. По этой причине Метта оформила опекунство над мужем на своего брата и сама занялась ведением хозяйства.
По слухам, у Метты Фок был любовник, женатый сержант егерского полка Йохан Фегеркранц, который часто посещал Лиллу Гисслав и которому она часто писала письма. Все посланники, которых она отправляла для доставки писем, были неграмотными, однако на допросе утверждали, что показывали их майору полка, который их читал и затем сам свидетельствовал, что в них были написаны любовные стихотворения. Некоторые люди также утверждали, что Йохан Фегеркранц однажды избил Йохана Фока во время одного из своих визитов.

### Смерть мужа и детей
В июне 1802 года старший сын Метты Фок, тринадцатилетний Клас, её трёхлетняя глухонемая дочь Шарлотта и, наконец, её супруг Хенрик Йохан, умерли в течение нескольких дней. Смерти предшествовала сильная рвота, временное улучшение состояния, за которым следовала быстрая смерть. После их смерти Метта Фок ушла из дома и провела пару дней с женихом своей старшей дочери, а затем удалилась на некоторое время к норвежской границе, прежде чем вернуться домой. Её поведение вызвало слухи о том, что она убила своего супруга и своих детей, чтобы выйти замуж за своего любовника.
Эти события в сочетании со слухами о её любовном романе привели к тому, что местный лансман (констебль) потребовал провести вскрытие останков её супруга.  Его требование не было исполнено и похороны были проведены. Однако губернатор лично дал указание о том, что вскрытие все равно должно быть проведено и труп должен быть эксгумирован. Доктор, однако, только посмотрел на труп в гробу и решил, что процедуру провести невозможно из-за начавшегося разложения.  После этого барон Адам Фок, глава семьи Фок и племянник двоюродного брата её покойного супруга, всё-таки нанял доктора из Скары, чтобы тот провел исследование. Он сделал это, не спросив разрешения властей, и предложил доктору значительную сумму, в случае, если по результатам вскрытия будет выявлено отравление.

### Суд
Метта Фок была арестована и обвинена в убийстве своего супруга и двух детей мышьяком с целью того, чтобы выйти замуж за её любовника. Она отрицала все обвинения. Ей было отказано в контакте с внешним миром во время ареста. Её неоднократно допрашивали, но отказывали в контакте с адвокатом. Она вызвала своих собственных свидетелей и пыталась доказать, что в останках были личинки, которых, как известно, не бывает в останках жертв отравления мышьяком, и что в приходе в момент их смерти свирепствовала корь. В апреле 1804 года Йохан Фегеркранц признался, что имел с ней роман, но отрицал, что знал о готовящемся убийстве. Он был приговорен к 28 дням поста на воде и хлебе за блуд и прелюбодеяние.
В апреле 1805 года большинство членов суда признали её вину «более чем наполовину доказанной». Однако Фок по-прежнему отказывалась признаваться в своей вине и поддерживала собственную версию событий. В то время закон предписывал обвиняемому, который не может быть однозначно признан виновным, но считался опасным для общества, оставаться в заключении в ожидании своего признания. Этот закон был использован и против Метты Фок. Она направила жалобу монарху и получила отсрочку исполнения этой меры пресечения и позволение вызвать новых свидетелей в свою защиту. Однако в ноябре 1805 года она так или иначе была снова помещена под стражу. В 1806 году она была помещена в Карлстенскую крепость для дачи признательных показаний. Она была единственной женщиной-заключённой, когда-либо содержавшейся в Карлстене, где обычно содержались только мужчины.  Её содержали в изолированной камере. За ней ухаживали только два священника, которые должны были побудить её исповедаться в совершённом деянии.

### Тюремное заключение и казнь
10 декабря 1805 года, находясь в тюрьме, Метта Фок подала апелляцию, текст которой был вышит на 27 кусочках льняной ткани, которые она сшила вместе, поскольку ей не разрешали пользоваться ручкой и бумагой. В ней она заявила о своей невиновности и жаловалась на обращение в тюрьме. Апелляция через несколько лет десятков лет попала в руки Софи Адлерспарре, которая по завещанию передала её Музею северных стран в Стокгольме, где она до сих пор и хранится.
В апреле 1809 года Метта призналась в своей вине. Позже она отказалась от этих показаний и снова начала защищаться, но безуспешно. Она была приговорена к казни путем обезглавливания с предварительным отсечением руки и последующим сжиганием. Казнь состоялась 7 ноября 1810 года в Фэгредсмоне, провинция Вестергётланд.

## Образ в художественной литературе
Дело Метты Фок было описано в книге Trefalt mord?  («Тройное убийство?») адвоката Ингве Литткенса (1996). Литткенс считает судебный процесс предвзятым, признание Фок сомнительным, а саму её, предположительно, ― жертвой судебной ошибки.
Метте Фок посвящена песня Стефана Андерссона в альбоме Skeppsråttan (2009).
Фок является главной героиней романа «Меркуриум» Энн Росман (2012), в котором она изображена как невиновная женщина.